# 笊川
笊川（ざるがわ）は、宮城県仙台市を流れる川である。名取川水系に属する一級河川で、名取川の支流である。古くは座留川と書いた。

## 流路
笊川は名取川と広瀬川という二つの大きな川にはさまれた小河川である。奥羽山脈の深い山に水源を持つ両河川の水量の変動が少ないのに対し、丘陵部の水に依存する笊川は、降雨の有無による水量の変動が大きい。降れば降っただけ流れて後の流れが乏しくなるのが「ざる」の名の由来とする説がある。
太白山北麓の宮城県仙台市青葉区と太白区の境界付近に源を発し、両区の境界に沿って東に流れる。太白区に入り、右に太白山、左に佐保山を見て太白山自然観察センター付近を南東に流れて丘陵地を下り、宮城県仙台西高等学校、鈎取地区を流れ、太白区富沢で仙台平野に出る。東から南東に向きを変え、仙台市地下鉄富沢駅の南側を流れ、太白大橋の近くで名取川に合流する。
下流域で笊川は屈曲しつつ広瀬川・名取川合流点の手前で名取川に注いでいたが、河川改修で南東に向けてまっすぐ名取川に下るようになった。以前の流路は旧笊川に改称された。現在の本流は新笊川とも呼ばれる。
上流部は太白山の自然観察の森で、自然の動植物に富む。中・下流域は宅地化されて市街地となっている。下流部の地下鉄富沢駅周辺には桜の木が植えられている。

## 自然
2008年度に国土交通省東北地方整備局が実施した調査では、平野部にある唐松橋での透視度が60cm以上、生物化学的酸素要求量 (BOD) 平均 0.8 mg/L。名取川合流前の透視度平均が 57 cm、BOD平均が 1.0 mg/Lであった。また、仙台市と宮城県公衆衛生協会の調査分析では、旧笊川が名取川に合流する手前で透視度平均 60 cm 以上、BOD平均は 0.9 mg/Lであった。2011年度の調査では、旧笊川最下流でのBOD75%値が 1.0 mg/L、名取川合流前の地点で 2.2 mg/L であった。
放流などの努力によって、秋にはサケの遡上が見られる。

## 歴史
笊川の下流部はもと低湿地で、弥生時代から水田が開かれて富沢遺跡と呼ばれる。近世初期まで笊川は、名取川・広瀬川にはさまれた丘陵部の小川をすべて引き受けて流れており、しばしば氾濫した。江戸時代始めに木流堀が作られると、これがそれまで笊川の支流だった小川の流れを広瀬川にそらすことになったが、笊川流域が水害に悩まされることには変わりがなかった。そのため、笊川の下流を直線化して水を速やかに名取川に落とすことを目的とする工事が実施され、1965年に完成した。

## 支流と分流

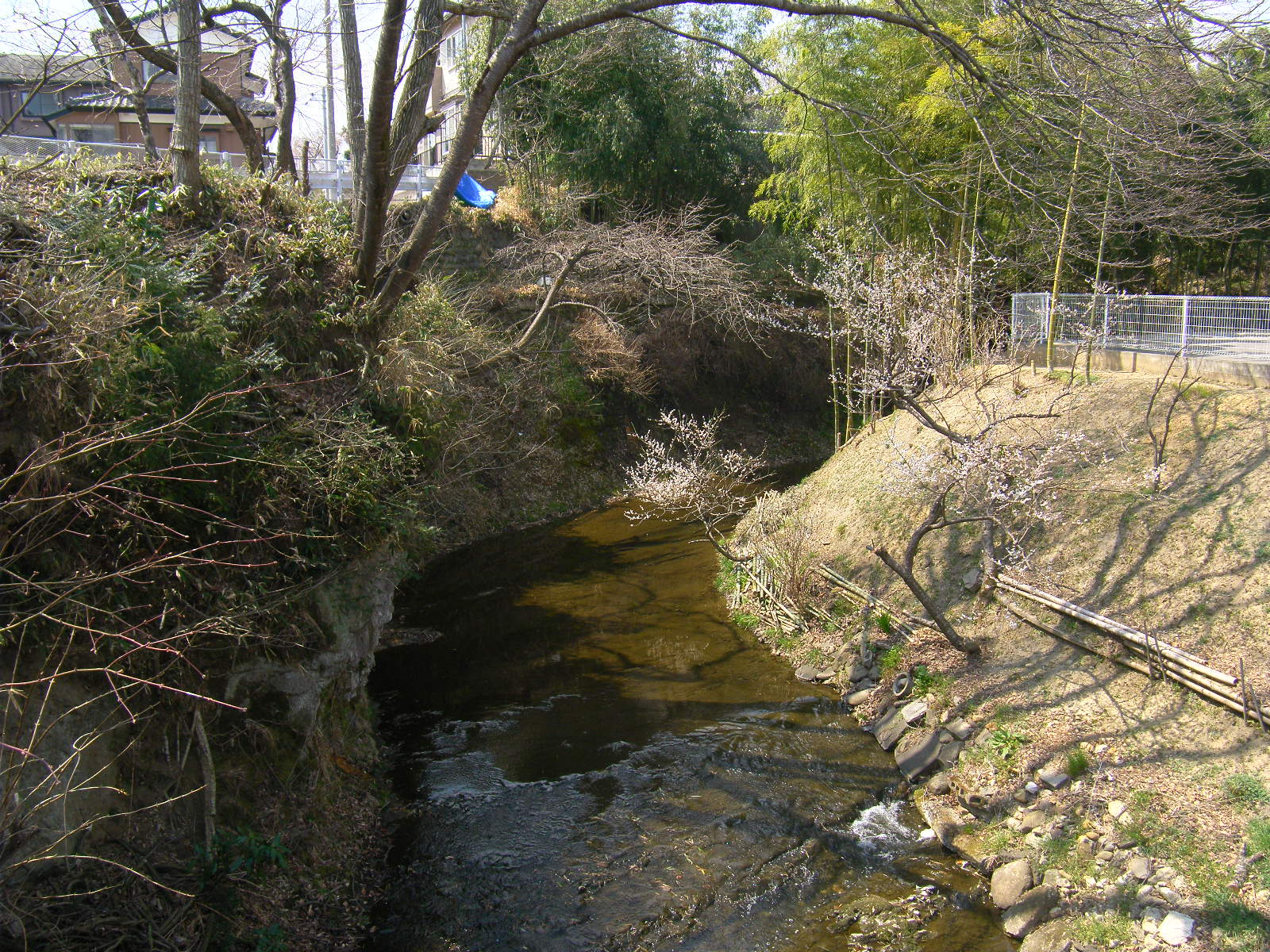
中流部の鈎取を流れる（2009年4月）

- 一の沢
- 後田川（金剛沢）
- 大流堀川
- 木流堀
- 旧笊川

## 主な橋梁
- 大仏橋
- 鈎取橋
- 鈎取橋 - 笹谷街道
- 笊川橋 - 国道286号、秋保通
- 唐松橋
- 熊野宮橋
- 杉の下橋
- 下の内橋
- 宝橋
- 伊古田橋
- （橋） - 仙台市地下鉄南北線
- 大野田水管橋
- 皿屋敷橋
- 下古川橋
- 太白大橋 - 宮城県道258号仙台館腰線
- ひより台大橋